# Р. В. Фаухар
Р. В. Фаухар — це псевдонім, яким користувалися два чеських письменники-фантасти Рудольф Фаукнер і Ченек Хароус. Він склався із частин їх імен та прізвищ. Окрім спільних творів ці письменники написали велику кількість творів самостійно.. Дует письменників розпався після передчасної смерті Ченека Хароуса в 1955 році.

### Твори, написані під цим псевдонімом
Ці романи стали одними з перших чеських науково-фантастичних романів. Вони відначаються надміром технічних деталей, описом різних неймовірних змов, а також вірою в комуністичне майбутнє.
- Гімалайський тунель (чеськ. Himalajský tunel, 1946), роман описує спробу зробити залізничний тунель у Гімалаях під керівництвом радянського лейтенанта Богутіна, причому будівельникам доводиться битися з реакційними і фашистськими групами.
- Вирівняний глобус (чеськ. Narovnaná zeměkoule, 1946), роман про спроби випрямить вісь Землі за допомогою контрольованих атомних вибухів, після чого б на Землі встановився більш благоприємний клімат.
- Таємниця 2345 року (чеськ. Záhada roku 2345, 1946), нова версія роману «Гілл Фокс».
- Хто такий Саттрех? (чеськ. Kdo byl Sattrech?, 1947), роман з детективним сюжетом, що описує спроби контрабанди радянської атомної зброї.
- Урал-уран-235 (чеськ. Ural-uran 235, 1947), роман про дослідження на Уралі з мирного використання атомної енергії, яким хочуть завадити шпигуни із капіталістичних країн.